# Matti Järvinen
Pour les articles homonymes, voir Järvinen.

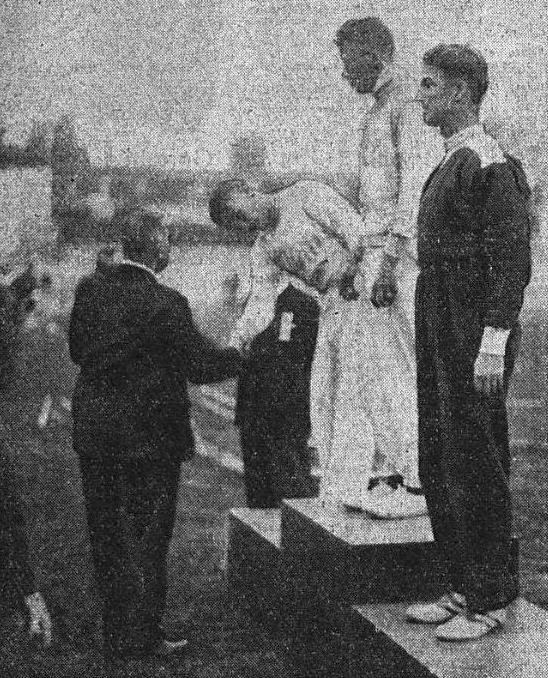
De G. à D. Yrjö Nikkanen (2e), Matti Järvinen (1er) et József Várszegi (3e) au lancement du javelot des championnats d'Europe 1938.

Matti Henrikki Järvinen (né le 18 février 1909 à Tampere et décédé le 22 juillet 1985 à Helsinki) est un athlète finlandais spécialiste du lancer du javelot qui fut champion olympique et détenteur du record du monde de la discipline à dix reprises dans les années 1930.

## Biographie
Matti Järvinen grandit au sein d'une famille sportive. Son père, Verner Järvinen, est le vainqueur du concours du lancer du disque aux Jeux olympiques intercalaires de 1906 et le premier sportif finlandais titré dans une grande compétition internationale. Son premier frère, Akilles Järvinen sera recordman du monde et double vice-champion olympique du décathlon et le second, Kalle terminera 2e des Jeux olympiques d'été de 1932. Matti participe à sa première compétition d'athlétisme à l'âge de 15 ans, réalisant déjà la marque prometteuse de 54,26 m. Victime peu après d'un épicondylite, il délaisse le lancer du javelot pour d'autres activités sportives, telles le ski de fond ou le pesäpallo. Redécouvrant sa discipline d'origine en 1929 à l'occasion de son service militaire, il participe à plusieurs compétitions et remporte neuf des dix concours qu'il dispute, dont les Championnats de Finlande. Sa meilleure performance est alors de 66,75 m.
Le Finlandais réalise une série de performances exceptionnelles durant l'été 1930. Le 8 août, lors du meeting de Viborg, il améliore de 56 cm le record du monde du Suédois Erik Lundqvist en lançant son javelot à 71,57 m. Il augmente par la suite à trois reprises la meilleure marque mondiale de la discipline en réalisant successivement 71,70 m à Tampere, 71,88 m à Vaasa et enfin 72,93 m le 14 septembre à Viborg. Sans réelles performances durant l'année 1931, Järvinen effectue, le 27 juin 1932 à Turku, un nouveau lancer au-delà du record du monde avec 74,02 m. Sélectionné dans l'équipe de Finlande pour les Jeux olympiques d'été de 1932, il remporte aisément le concours en 72,71 m, devançant de près de trois mètres la meilleure marque de son compatriote Matti Sippala.
La victoire de Matti Järvinen aura un tel retentissement en Finlande qu'une tour d'une hauteur identique à son jet de Los Angeles sera construite en 1939 près du Stade olympique d'Helsinki prévu pour accueillir les Jeux olympiques d'été de 1940.
En 1933, Järvinen améliore à trois autres reprises le record du monde du lancer du javelot : 74,28 m le 25 mai à Mikkeli, 74,61 m le 7 juin à Vaasa, et 76,10 m le 15 juin à Helsinki. À l'occasion des premiers Championnats d'Europe disputés à Turin en septembre 1934, le Finlandais remporte la médaille d'or du concours du javelot devant Matti Sippala, en établissant un nouveau record du monde à 76,66 m. En 1936, Matti Järvinen réalise son dixième et ultime record planétaire à 77,23 m, le 18 juin à Helsinki. Favori des Jeux olympiques de 1936, il ne peut défendre son titre olympique pour cause de blessure. Toujours à son meilleur niveau en 1937 (76,47 m), le finlandais se voit de plus en plus concurrencé par son compatriote Yrjö Nikkanen, médaillé d'argent aux Jeux de Berlin et auteur d'une nouvelle meilleure marque mondiale le 25 août 1938 avec 77,87 m. Järvinen prend néanmoins le dessus sur son cadet en remportant, quelques mois plus tard, la médaille d'or des Championnats d'Europe de Paris grâce à un lancer mesuré à 76,87 m.

## Palmarès

### Jeux olympiques
- Jeux olympiques d'été de 1932 à Los Angeles :
  -  Médaille d'or au lancer du javelot

### Championnats d'Europe
- Championnats d'Europe d'athlétisme 1934 à Turin :
  -  Médaille d'or au lancer du javelot
- Championnats d'Europe d'athlétisme 1938 à Paris :
  -  Médaille d'or au lancer du javelot

## Records du monde
| Résultat | Date              | Lieu     |
| -------- | ----------------- | -------- |
| 71,57 m  | 8 août 1930       | Vyborg   |
| 71,70 m  | 17 août 1930      | Tampere  |
| 71,88 m  | 31 août 1930      | Vaasa    |
| 72,93 m  | 14 septembre 1930 | Vyborg   |
| 74,02 m  | 27 juin 1932      | Turku    |
| 74,28 m  | 25 mai 1933       | Mikkeli  |
| 74,61 m  | 7 juin 1933       | Vaasa    |
| 76,10 m  | 15 juin 1933      | Helsinki |
| 76,66 m  | 7 septembre 1934  | Turin    |
| 77,23 m  | 18 juin 1936      | Helsinki |